# HBO 2
HBO 2 (estilizado como HBO2) es un canal de televisión por suscripción premium latinoamericano de origen estadounidense propiedad de Warner Bros. Discovery Latin America, filial de HBO (subsidiaria de Warner Bros. Discovery). Inició sus emisiones en 1990 en Estados Unidos como parte del nuevo servicio multiplex de HBO hasta 1998, donde fue relanzado como HBO Plus. En 2002, vuelve a relanzarse como HBO 2.

## Historia
El canal fue lanzado en Latinoamérica el 1 de junio de 2010.
En México reemplazó el 1 de septiembre de 2010 a la señal este de HBO exclusivamente en Sky. Desde el 1 de marzo de 2012, en todas las cable operadoras de América Latina reemplazaron la señal de HBO Oeste con la nueva señal. Esta señal es nueva con horario argentino, adoptando el eslogan Tuyo, en español.

## Programación
La programación de HBO 2 es básicamente la misma de HBO pero doblada al español y portugués (en Brasil). Toda su programación se emite sin interrupciones comerciales.